# Marcillac
Marcillac is een plaats en voormalige gemeente in het Franse departement Gironde in de regio Nouvelle-Aquitaine en telt 996 inwoners (1999). De plaats maakt deel uit van het arrondissement Blaye.

## Geschiedenis
Marcillac is op 1 januari 2019 gefuseerd met de gemeente Saint-Caprais-de-Blaye tot de gemeente Val-de-Livenne. 

## Geografie
De oppervlakte van Marcillac bedraagt 31,9 km², de bevolkingsdichtheid is 31,2 inwoners per km².
De onderstaande kaart toont de ligging van Marcillac met de belangrijkste infrastructuur en aangrenzende gemeenten.

## Demografie
Onderstaande figuur toont het verloop van het inwonertal.

[[Categorie:Voormalige gemeente in 	Gironde]]